# Dillon The Hacker
 (mai 2025).
Motif : Où sont les sources secondaires centrées sur l'intéressé ? Pas d'interwiki anglais non plus.
- Archive Wikiwix
- Bing
- Cairn
- DuckDuckGo
- E. Universalis
- Gallica
- Google
- G. Books
- G. News
- G. Scholar
- Persée
- Qwant
- (zh) Baidu
- (ru) Yandex
- (wd) trouver des œuvres sur Wikidata

| 1. | Préciser le motif de la pose du bandeau. | Précisez le motif de la pose du bandeau en utilisant la syntaxe suivante : {{admissibilité à vérifier\|date=août 2025\|motif=remplacez ce texte par le motif}}                         |
| 2. | Informer les utilisateurs concernés.     | Pensez à avertir le créateur de l'article, par exemple, en insérant le code ci-dessous sur sa page de discussion : {{subst:avertissement admissibilité à vérifier\|Dillon The Hacker}} |

 (avril 2025).
Dillon The Hacker, né Griffin Alexander Klaus le 14 octobre 1998 à Covington en Louisiane et mort par suicide le 28 juillet 2019 à Hammond dans le même État, est un vidéaste-web connue pour ses collaborations avec PewDiePie  ainsi que d'autres Youtubeurs comme VanossGaming, Smosh, Markiplier, Jacksepticeye et Pyrocynical, et ses pranks.

## Biographie

### Debuts
Créant sa chaîne YouTube en février 2014, Dillon n'a pas perdu de temps pour s'imposer en tant que critique satirique. En 2014, des membres de 4chan ont réussi à trouver son adresse fausse après qu'il l'ait tweetée comme appât, augmentant l'intensité de l'attention autour de lui. Cela a conduit à des suspensions temporaires et des signalements sur sa chaîne.
Il a publié sa première vidéo à l'âge de 15 ans, avertissant Reddit qu'ils seraient piratés.

### Collaboration avec PewDiePie
Dillon a collaboré avec le célèbre YouTubeur PewDiePie, prétendant avoir piraté sa chaîne lors d'un projet commun. Cette collaboration, ainsi que son style unique, a inspiré d'autres YouTubers à adopter des gimmicks similaires et à chercher des collaborations avec lui. Sur une chaîne séparée, il a prouvé sa polyvalence et sa créativité avec l'introduction du personnage Mr. Beanboy.
Dans l'une de ses vidéos, Dillon s'exclamait qu'il allait rencontrer PewDiePie en Angleterre. Cependant, après sa visite, il fut dégoûté par PewDiePie, qui le repoussa et le traita comme un fan. Devenu ainsi l'ennemi juré de PewDiePie, Dillon a formé le Meme Krew pour finalement écraser PewDiePie et tous ceux qui se dresseraient sur son chemin.

### Décès
Dillon met fin à ses jours le 28 juillet 2019, à l'âge de 20 ans à Hammond, en Louisiane, mais sa famille et ses amis l'ont gardé privé jusqu'à un mois après que sa famille s'est déclarée en disant qu'il était décédé. Il a été révélé pour la première fois par un utilisateur de Twitter connu sous le nom de Selma, qui a posté des photos expliquant que Griffin est décédé.

## Vie privée
Son meilleur ami était Kevin, aussi connu sous le nom de BG Kumbi. Ils allaient à la même école. Kevin soutenait les vidéos de Klaus et promouvait sa chaîne pour l'aider à gagner plus de fans. Son père travaillait comme superviseur sur des plateformes pétrolières offshore, il ne savait donc pas quelles vidéos Klaus réalisait sur YouTube.